# Eunosto (héroe)
En la mitología griega, Eunosto era un héroe de Tanagra, Beocia. Sus padres eran Elieo, hijo de Cefiso, y Escíade. Se dice que recibió su nombre de la ninfa Eunosta que lo crio.
La historia de la muerte de Eunosto, relatada por Plutarco, con una referencia a la poetisa Mirtis de Antedón, es la siguiente. Ocna, una hija de Colono y prima de Eunosto, se enamoró de él, pero este la rechazó e iba a informar del asunto a sus hermanos, Equemo, León y Búcolo. Ella lo evitó diciéndole a sus hermanos que Eunosto la había tomado por la fuerza, entonces estos tendieron una emboscada a Eunosto y lo mataron. Elieo atrapó a los asesinos de su hijo y los encarceló. Entonces Ocna, abrumada por el remordimiento, le confesó a Elieo que sus acusaciones eran falsas. Colono, que juzgó el asunto, envió a sus hijos al exilio, y Ocna se suicidó arrojándose por un precipicio.
Plutarco relata además que había un santuario de Eunosto en Tanagra, y que a las mujeres no se les permitía ingresar al recinto, ni siquiera en casos de emergencia como terremotos.